# Heterochaerus sargassi
Heterochaerus sargassi är en plattmaskart som först beskrevs av Libbie Henrietta Hyman 1939.  Heterochaerus sargassi ingår i släktet Heterochaerus och familjen Convolutidae. Inga underarter finns listade i Catalogue of Life.